# Cephalophus leucogaster
El Duiker de vientre blanco (Cephalophus leucogaster) es un pequeño antílope que se encuentra en África Central.